# Usk

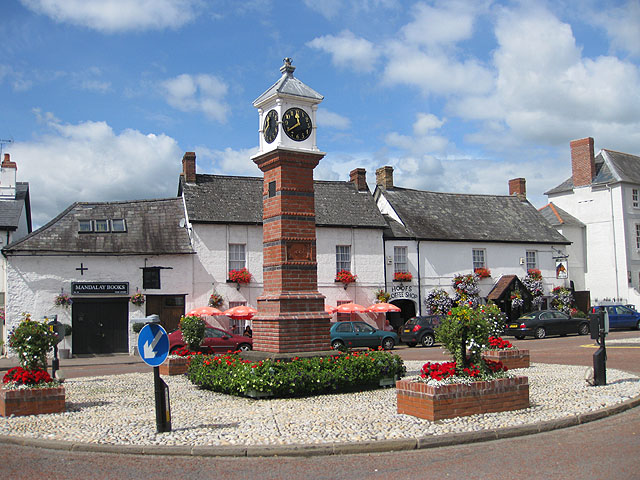
Hodiny na náměstí

Usk (velšsky Brynbuga) je město v hrabství Monmouthshire na jihovýchodě Walesu, ležící 16 kilometrů severovýchodně od Newportu. Město leží na stejnojmenné řece, podle které dostalo svůj anglický název. Nachází se zde hrad, kostel svaté Marie a mužská věznice. První zmínky o osídlení pochází z padesátých let prvního století. V roce 2011 zde žilo 2834 obyvatel.